# Часова (Могочинський район)
Часова́ (рос. Часовая) — село у складі Могочинського району Забайкальського краю, Росія. Входить до складу Семиозернинського сільського поселення.

## Населення
Населення — 4 особи (2010; 6 у 2002).
Національний склад (станом на 2002 рік):
- росіяни — 100 %